# Aranysárga nedűgomba
Az aranysárga nedűgomba (Hygrocybe marchii) a csigagombafélék családjába tartozó, Európában és Észak-Amerikában elterjedt, réteken, legelőkön élő, nem ehető gombafaj. 

## Megjelenése
Az aranysárga nedűgomba kalapja 1-4 cm széles, alakja domború, majd széles domborúan vagy laposan kiterül; idősen közepe kissé bemélyedhet, széle pedig felívelhet. Felszíne nedvesen síkos. Színe narancssárga vagy vörösesnarancs, idővel sárgásnarancsra, sárgára fakul. Széle ritkán áttetszően bordázott lehet. 
Húsa vékony, narancssárga színű. Szaga és íze nem jellegzetes.
Ritkás lemezei szélesen tönkhöz nőttek vagy kissé lefutók. Színük eleinte sárgásfehér majd halványnarancs, az élük halványabb. 
Tönkje 1,5-4 cm magas és 0,6-0,6 cm vastag. Alakja hengeres vagy lefelé vékonyodó. Felszíne sima, száraz. Színe sárgásnarancs vagy narancsszínű, a töve halványabb. 
Spórapora fehér. Spórája ellipszis alakú, sima, inamiloid, mérete 6,5-8,5 x 4-6 μm.  

### Hasonló fajok
A mézszagú nedűgomba, a piros nedűgomba és az enyvestönkű nedűgomba hasonlíthat hozzá.  

## Elterjedése és termőhelye
Európában és Észak-Amerikában honos.
Rövid füvű réteken, legelőkön, erdei tisztásokon található meg. A nedűgombákat sokáig szaprotrófnak vélték, de újabban feltételezik, hogy mohákkal állhatnak szimbiotikus kapcsolatban. Nyáron és ősszel terem. 
Nem ehető.  